# Rynchinové
Rynchinové (starořecky Ῥυγχίνοι, Rynchinoi) byl jihoslovanský kmen z kmenového svazu Sklavínů  sídlící v 7. století  v oblasti jižní Makedonii. Podle historika Trajana Stojanoviče to byli Slované nebo Avaroslované a jejich jméno pravděpodobně pochází z názvu místní neidentifikované řeky pravděpodobně někde mezi dolním Vardarem a dolní Strumou.
Rynchinové jsou doloženi v polovině 7. století v Zázracích svatého Demetria jako sklavinie poblíž města Soluně pod vládou knížete Perbunda a zřejmě šlo o mocný kmen. Poté, co byl Perbundos zatčen a popraven byzantskými úřady, Rynchinové povstali a spojili se s dalšími dvěma blízkými slovanskýmí kmeny – Sagudaty a Draguvity – a v letech 676–678 neúspěšně obléhali Soluň.
V 8. a 9. století se Rynchinové, Vlachorynchinové a Sagudaté přesunuli na východ na poloostrov Chalkidiki. Biskup Porfyrius Uspenský nalezl v řeckém klášteře Kastamonitu rukopis ze 17. století, který se zmiňuje o Richenoi (řecky ῥηχῑνοι) nebo Vlachorichenoi a Sagudatech, kteří v období obrazoborectví přišli z Bulharska přes Makedonii na horu Athos. Jméno Vlachorichenoi naznačuje směs Slovanů a Valachů nebo jiných kmenů hovořích románskými jazyky.